# 作業服

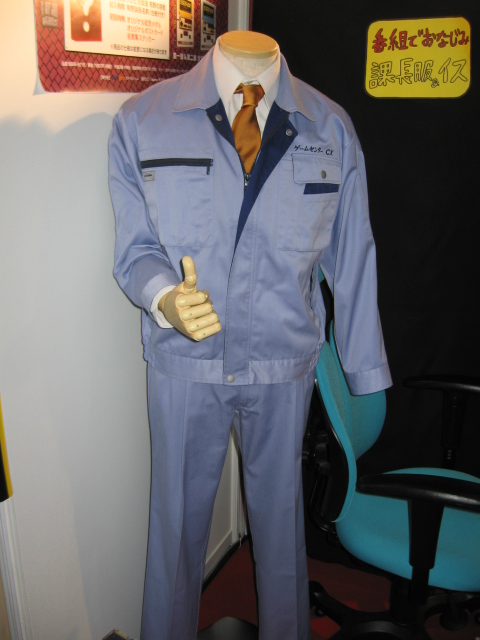
『ゲームセンターCX』を参照。

作業服（さぎょうふく）は、様々な作業・労働をする際に着用する衣服を指す。作業着、作業衣とも呼ばれる。
なお、ワーキングウエアという場合、本来は労働するときに着用するもので身体を保護し、汚れから守るために用いられるものをいう。ただ、後述のように現場作業服の減少と制服的衣服の増加もあり、ワーキングウエアの下位分類として事務服、制服、作業衣、白衣やサービスウエアなどに分けられる。

## 概要
作業服は一般的には現場労働に着用するものをいい、これには特殊環境用のものも含まれる。しかし、産業構造の変化や企業意識の高揚などにより現場作業服は減少し、ユニフォームやサービスウエアといった審美性や象徴性を強調した制服的衣服が増加した。
会社・工場などの制服に指定されている場合もあり、ポリエステル素材においては再生ペットボトル繊維が用いられているものもある。

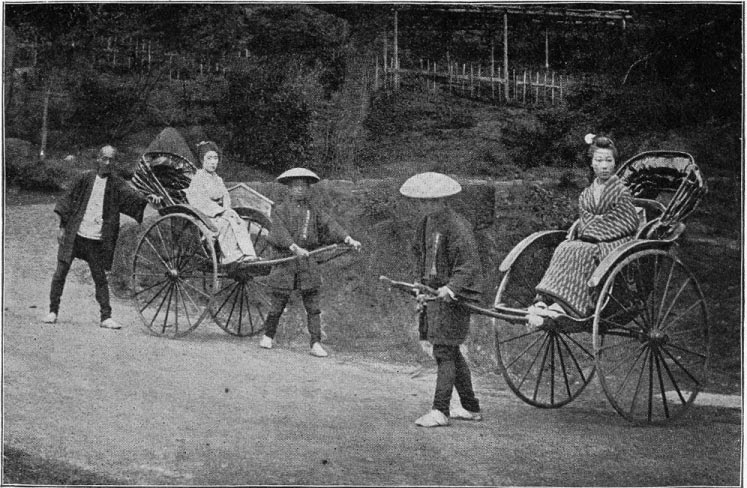
人力車のスタッフ（1897年）

カーハートやディッキーズはワークウェアブランドとも呼ばれる。ジーンズ（デニム）のルーツも、ワークパンツとしてのものだった。白地と紺地のヒッコリーストライプは、汚れを目立たせない模様として考案された。
日本では、洋服の導入の影響で、大正時代頃から仕事着全般も洋風化していったといわれる。すでに江戸時代にも火消や鳶職などの職人は、洋服に近く動きやすい股引き姿だった。現在の鳶職はニッカーボッカーズ型の「鳶服」を着用していることが多いが、高所でバランスを取るためや突起物への安全対策からの普及といわれる。

## 特殊環境作業用
特殊作業環境下で働く作業者の身体防護、作業効率や製品品質の維持を目的とする作業服を特殊環境作業服という。
制電服
静電気による可燃ガスや粉じんへの引火爆発、電子部品等への電撃や絶縁破壊を防止するため帯電防止性をもつもの。
防塵・無菌服
塵埃や菌の付着による汚染、変質、腐敗、感染を防止するため防塵性や帯電防止性をもつもの。
防炎 ・耐熱服
製鉄の炉前作業や溶接などの際の溶融金属や火花からの人体保護、消防やレーサーなど高熱や炎からの人体保護のため、防炎性、防融性、遮熱・遮炎性をもつもの。
耐薬品服
酸やアルカリ、有機薬品から人体を保護するため耐薬品性をもつもの。
放射線防護服
放射線やラジオアイソトープからの人体保護のため、放射線除染性、帯電防止性、防塵性をもつもの。
導電服
高圧送電の活線保守作業などで静電誘導障害を防止するため静電誘導遮蔽率を高めたもの。

## 防災服
防災服とは、閣僚や自治体職員などが着用するもので見た目は作業服風であるが、災害発生時、防災関連行事、防災訓練又は危険箇所の現地視察の際に使用される。

## 小衣・小巾
小衣・小巾（こぎん）とは、丈が腰辺りまでの長さであって袖は無いか半袖であるという型の作業服のこと。青森県、秋田県など東北地方では麻や木綿で出来た単衣の作業服のことを古くからこう称しており、補強するために胸や肩などの部分に幾何学模様などの図柄を刺繍し縫い込む手法を刺し子の一種として「刺小衣（小巾）」「小衣刺（小巾刺）」とも称した。

## ギャラリー

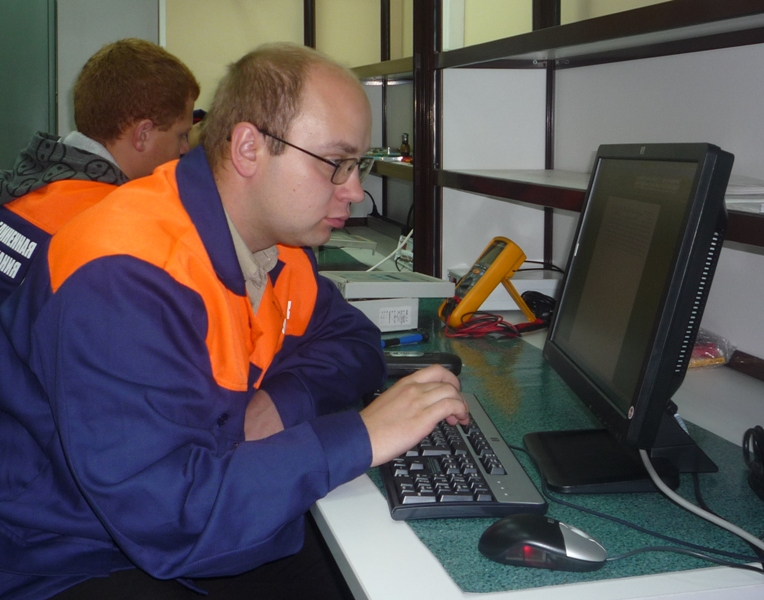
事務職が着用する場合もある。
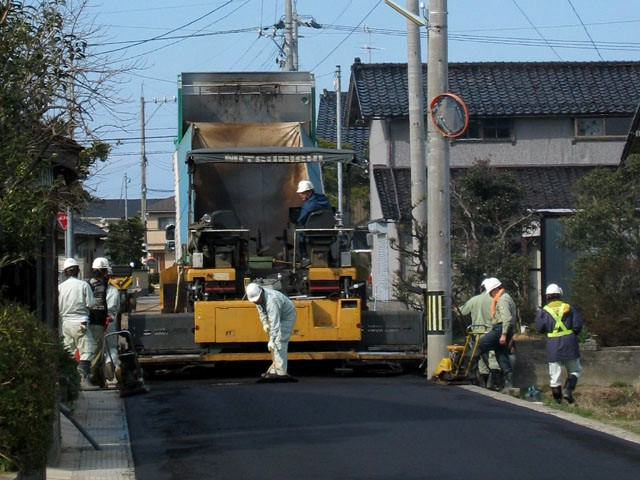
舗装工事中の作業員
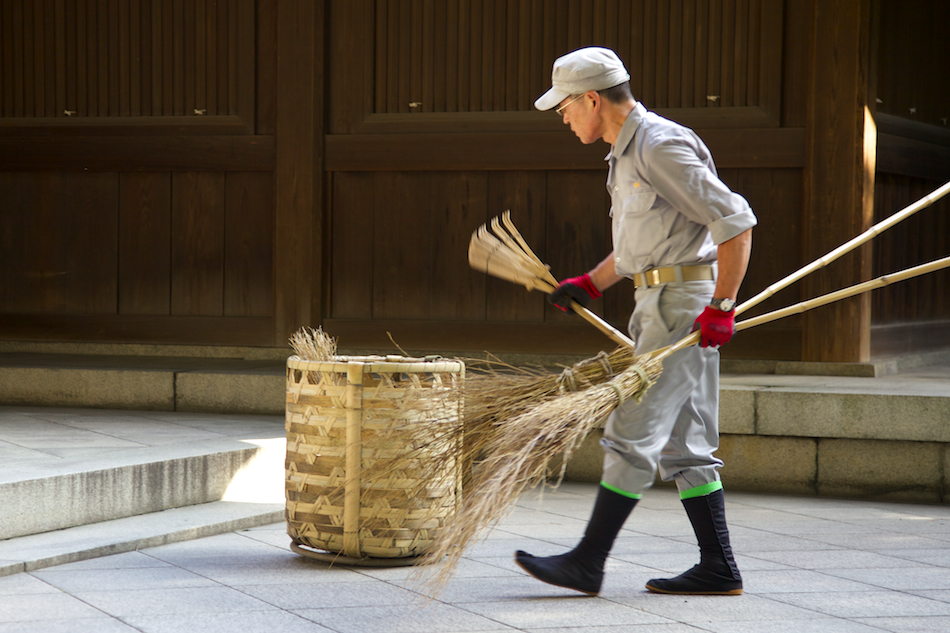
庭師
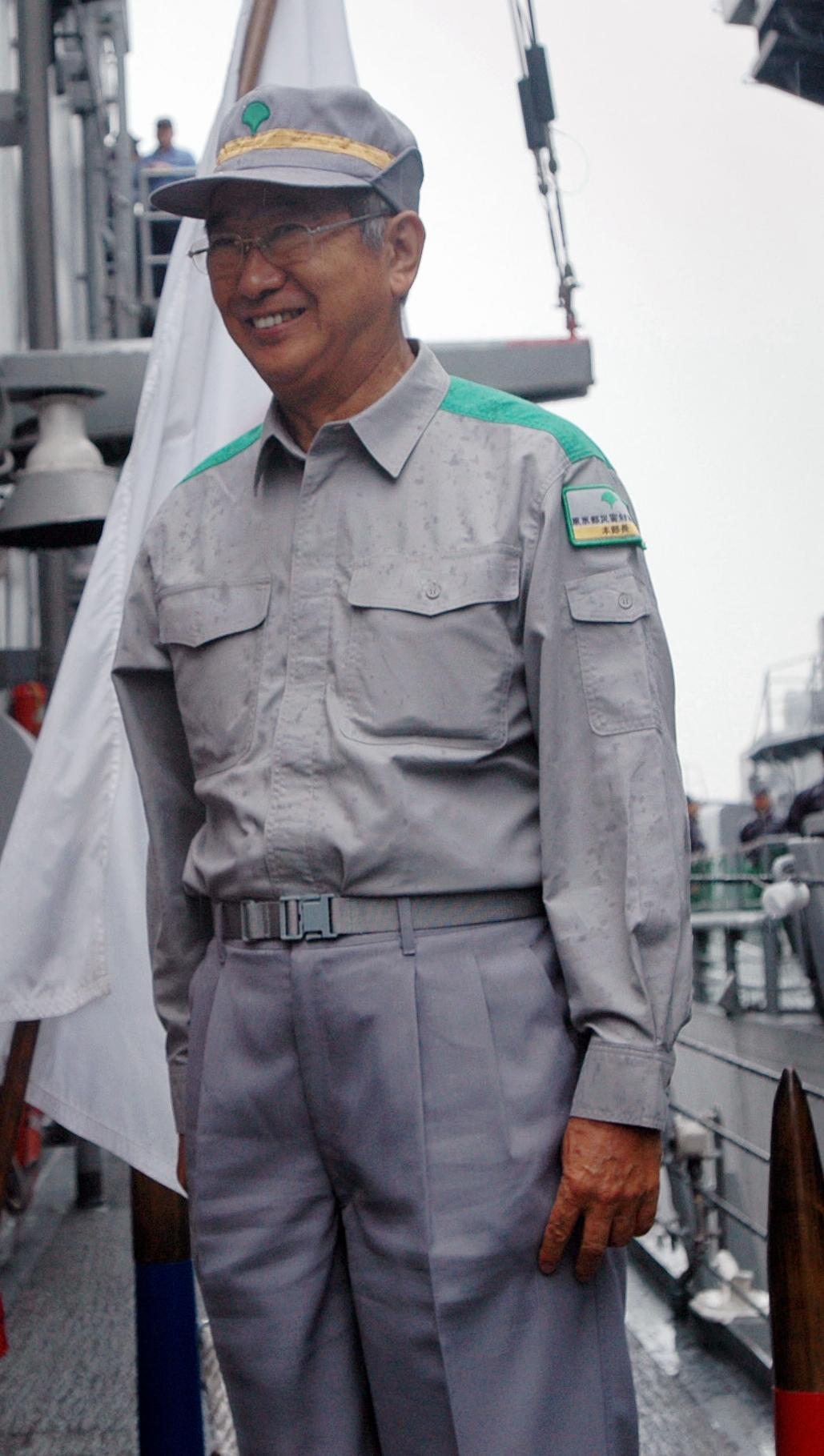
石原慎太郎（2006年）
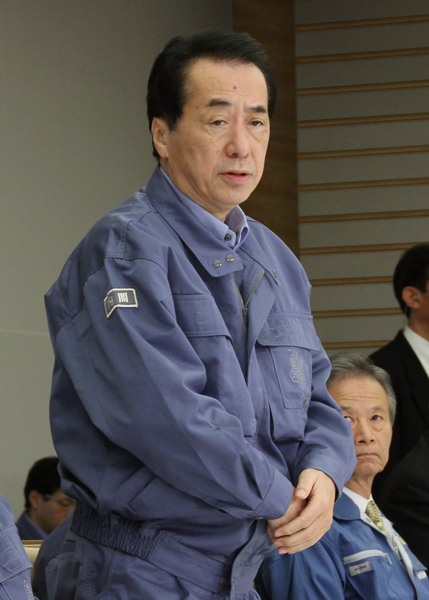
菅直人（2011年）